# Горитык
Горитык — кишлак на северо-востоке Афганистана, в вилаяте (провинции) Бадахшан. Входит в состав района Вахан.
Расположен в высокогорной местности, на правом берегу реки Вахджир, на высоте 4103 метров над уровнем моря.
Ближайшие населённые пункты — кишлак Чарташ (выше по течению Вахджира), кишлак Тикили (ниже по течению Вахджира).